# Velour

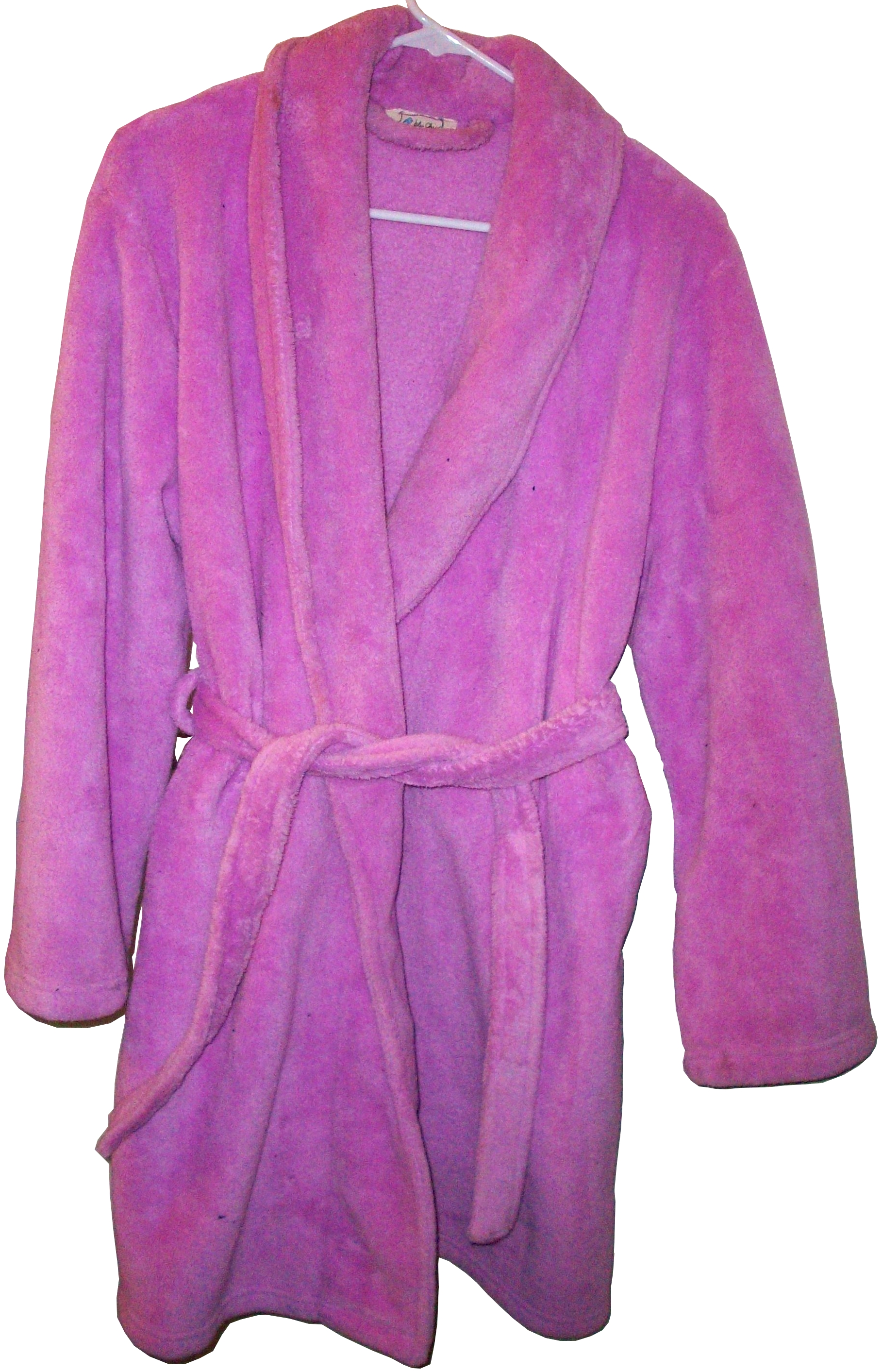
En rosa velour-badrock av polyester.

Velour är ett slags tyg som liknar sammet och har mjuk, töjbar vävnad. Velour är jämförbart med plysch.
Velour är stickat vilket ger god elasticitet. Ett extra varp bildar öglor som skärs upp på ena sidan och ger en kort lugg på tyget. Luggen valkas och ruggas för att bli tillräckligt mjuk. Tyget är oftast av polyester men även bomull förekommer. I många andra språk skiljer man inte mellan sammet och velour.
Tyget var populärt under 1970-talets Mah-Jongmode och användes bland annat till unisexdräkter, en form av overaller i enkelt snitt som var tänkt att kunna användas i alla sammanhang. Sedan dess får velour ofta symbolisera denna tid och tillhörande jämställdhetsideal, där män med mycket avslappnad hållning till traditionella mansroller kallades velourmän.
Velourskinn är inte skinnimitation utan avser en skinnprodukt med en grövre, ruggad yta.